# グレーヴェンブローホ
グレーヴェンブローホ (Grevenbroich, ドイツ語発音: [ˌgreːvn̩ˈbroːx] ) は、ドイツのノルトライン＝ヴェストファーレン州の都市である。ライン・ノイス郡に属する大規模郡所属市 であり、人口は約65,000人である。デュッセルドルフ - ケルン – メンヒェングラートバッハを結んだ三角形内に位置し、ドイツで137番目に大きな都市である（2011年12月31日時点、ドイツの中規模都市及び大都市一覧参照）。
都市名に含まれる「oi」は、既に1996年以前の正書法規則に反していたため、地理名称常任委員会の「緊急勧告」の後も、そのままとなっている。

## 地理

### 地理的な位置

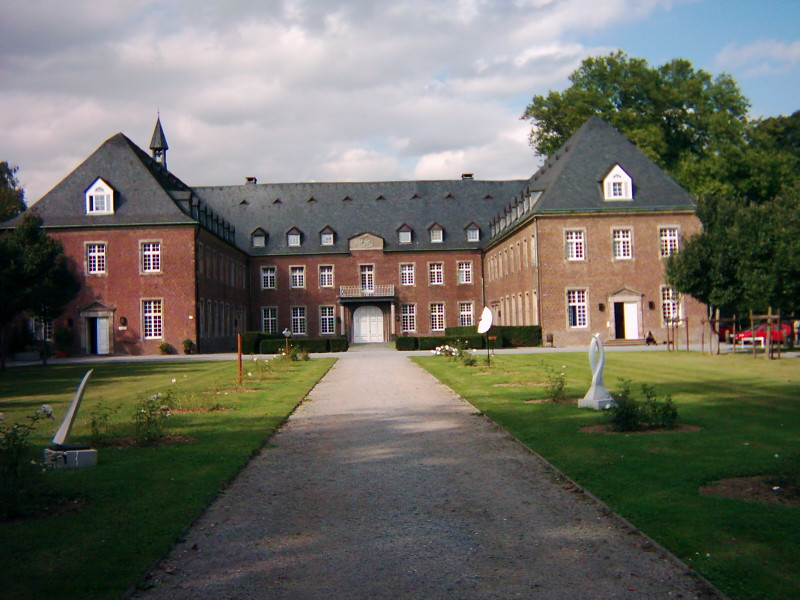
グレーヴェンブローホにあるラングヴァーデン修道院

グレーヴェンブローホの最高地点は海抜187メートル（フォルラート高地）、最低地点は海抜45メートルである（グルーセムとミュンヒラート間のエルフトアウエ）。

## 姉妹都市
グレーヴェンブローホは以下の4都市と姉妹都市協定を結んでいる。
- アウアーバッハ/フォークトラント（ドイツ語版）（ドイツ、ザクセン州）
- ケッセル（ドイツ語版）（オランダ）
- サン＝シャモン（フランス）
- ツェリェ（スロヴェニア）